# Farewell Spit
Farewell Spit – piaszczysta kosa położona na Wyspie Południowej w Nowej Zelandii. Jest najbardziej wysuniętym punktem na północ, na Wyspie Południowej.

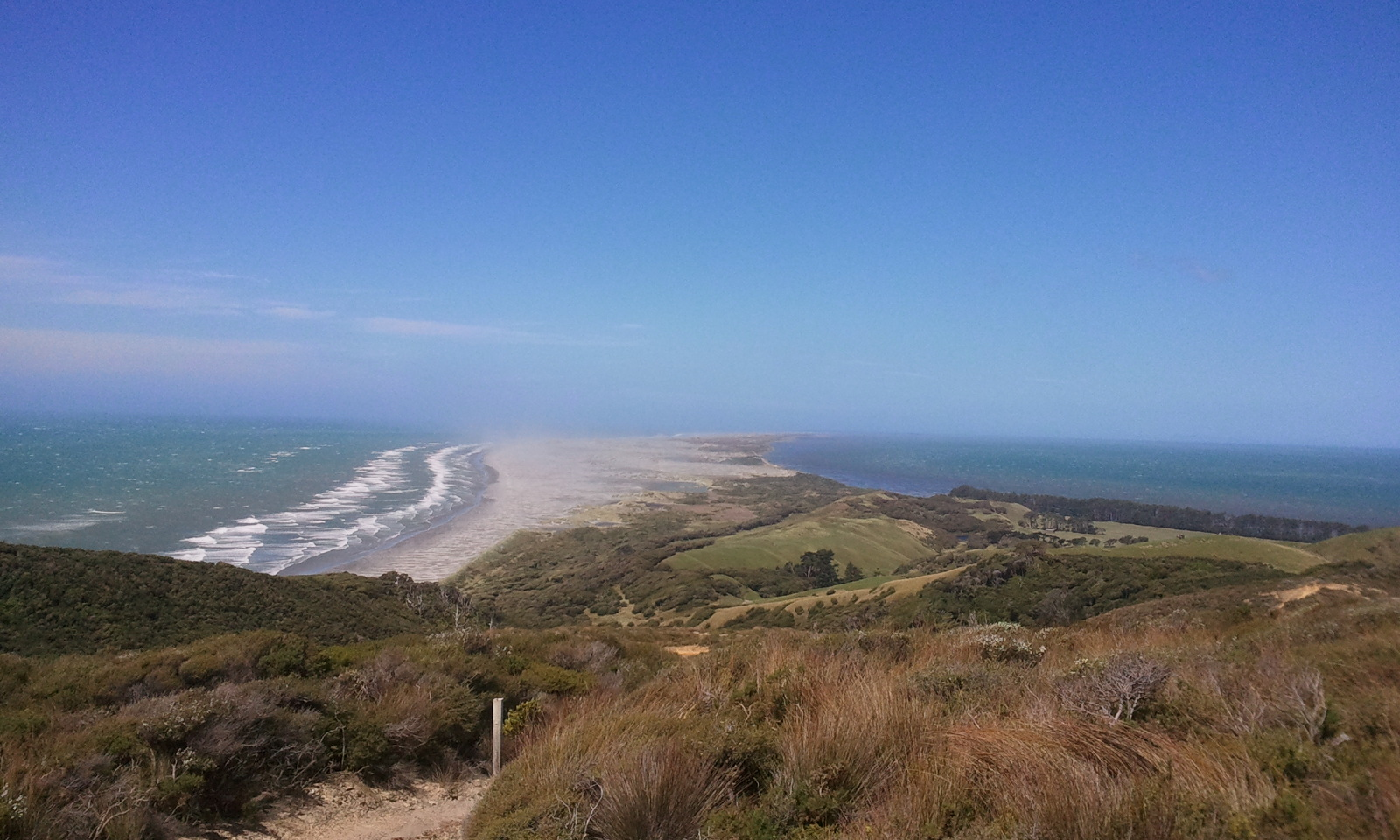
Farewell Spit (widok od strony miejscowości Pūponga)

W 2007 roku kosa została wpisana na listę informacyjną UNESCO.

## Położenie
Farewell Spit znajduje się około 50 kilometrów na północ od Takaka i 20 kilometrów od Collingwood.

## Obszar chroniony
Farewell Spit jest prawnie obszarem chronionym i w 1977 roku został sklasyfikowany jako rezerwat przyrody. W 1976 półwysep stał się obszarem Ramsar.

## Fauna
Na Farewell Spit występuje duża bioróżnorodność ptactwa. Kosę zamieszkują takie gatunki jak: szlamnik zwyczajny, biegus rdzawy, kamusznik zwyczajny, sieweczka ozdobna. Do endemitów należą: ostrygojad zmienny oraz ostrygojad nowozelandzki.